# Erynnia tricincta
Erynnia tricincta là một loài ruồi trong họ Tachinidae.